# Nanyue
Nanyue (chinês: 南越, pinyin: Nányuè; em vietnamita:  Nam Việt) foi um antigo reino que foi composto das atuais províncias chinesas de Guangdong, Guangxi, e Yunnan do norte do Vietnam. 